# Gare de Hatchōnawate
La gare de Hatchōnawate (八丁畷駅, Hatchōnawate-eki) est une gare ferroviaire de la ville de Kawasaki, dans la préfecture de Kanagawa au Japon. La gare est exploitée par les compagnies JR East et Keikyu.

## Situation ferroviaire
La gare de Hatchōnawate est située au point kilométrique (PK) 13,1 de la ligne principale Keikyū et au PK 1,1 de la branche de la ligne Nambu. Une branche fret de la ligne principale Tōkaidō passe également par la gare.

## Histoire
La gare a été inaugurée le 25 décembre 1916.

## Service des voyageurs

### Accès et accueil
La gare dispose d'un bâtiment voyageurs, avec guichet, ouvert tous les jours.

### Desserte

#### Keikyu
- Ligne principale Keikyū :
  - voie 1 : direction Yokohama et Miurakaigan
  - voie 2 : direction Shinagawa et Sengakuji (interconnexion avec la ligne Asakusa pour Oshiage)

#### JR East
- Ligne Nambu :
  - voie 3 : direction Shitte ou Hama-Kawasaki